# Jones Peak
Der Jones Peak ist ein größtenteils eisfreier und 3670 m hoher Berggipfel in der antarktischen Ross Dependency. Er ragt am Kopfende des DeGanahl-Gletschers und 8 km westnordwestlich des Mount Fisher in den Prince Olav Mountains auf.
Das Advisory Committee on Antarctic Names benannte ihn 1966 nach John M. Jones, Mitglied des Komitees zur Polarforschung der National Academy of Sciences zwischen 1957 und 1963.